# Valea lui Mihai (Fehér megye)
Valea lui Mihai falu Romániában, Erdélyben, Fehér megyében. Közigazgatásilag Alvinc községhez tartozik.

## Fekvése
Borsómező közelében fekvő település.

## Története
Valea lui Mihai korábban Borsómező része volt, 1956 körül vált külön 101 lakossal.
1966-ban 79, 1977-ben 56, 1992-ben 52, 2002-ben pedig 40 román lakosa volt.

## Népessége
| Lakosok száma | 101  | 79   | 56   | 52   | 40   | 44   | 20   |
|               | 1956 | 1966 | 1977 | 1992 | 2002 | 2011 | 2021 |